# Соренто (Іллінойс)
Соренто (англ. Sorento) — селище (англ. village) в США, в окрузі Бонд штату Іллінойс. Населення — 429 осіб (2020).

## Географія
Соренто розташоване за координатами 39°0′0″ пн. ш. 89°34′22″ зх. д. / 39.00000° пн. ш. 89.57278° зх. д. (39.000098, -89.572788).  За даними Бюро перепису населення США в 2010 році селище мало площу 1,40 км², уся площа — суходіл.

## Демографія
Згідно з переписом 2010 року, у селищі мешкало 498 осіб у 202 домогосподарствах у складі 132 родин. Густота населення становила 356 осіб/км².  Було 240 помешкань (172/км²).
Расовий склад населення:
| - 98,8 % — білих - 0,4 % — азіатів |

До двох чи більше рас належало 0,8 %. Частка іспаномовних становила 0,0 % від усіх жителів.
За віковим діапазоном населення розподілялося таким чином: 25,1 % — особи молодші 18 років, 63,3 % — особи у віці 18—64 років, 11,6 % — особи у віці 65 років та старші. Медіана віку мешканця становила 37,2 року. На 100 осіб жіночої статі у селищі припадало 92,3 чоловіків;  на 100 жінок у віці від 18 років та старших — 93,3 чоловіків також старших 18 років.
Середній дохід на одне домашнє господарство  становив 36 234 долари США (медіана — 25 375), а середній дохід на одну сім'ю — 39 210 доларів (медіана — 30 000). Медіана доходів становила 42 917 доларів для чоловіків та 31 250 доларів для жінок. За межею бідності перебувало 34,2 % осіб, у тому числі 31,3 % дітей у віці до 18 років та 6,5 % осіб у віці 65 років та старших.
Цивільне працевлаштоване населення становило 154 особи. Основні галузі зайнятості: освіта, охорона здоров'я та соціальна допомога — 26,0 %, виробництво — 22,7 %, роздрібна торгівля — 16,9 %.